# Ebonol

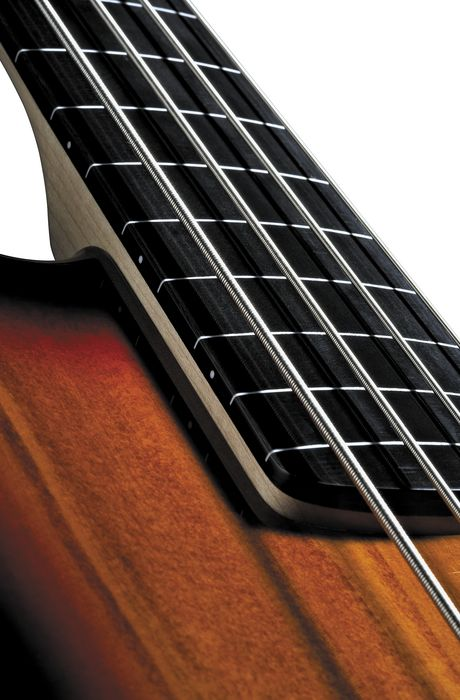
Un particolare dello Squier Jazz Bass fretless, la cui tastiera è composta di ebonol.

L'ebonol è un materiale sintetico che assomiglia all'ebano (Diospyros crassiflora), un tipo di legno nero africano pregiato e pesante.
L'ebonol è usato comunemente come sostituto dell'ebano per alcune parti degli strumenti a corda, come tastiere fretless di alcuni bassi elettrici, poiché è facilmente lavorabile e resistente alla formazione di solchi dovuti alla sollecitazione esercitata dalla pressione delle grosse corde rivestite.
L'ebonol è conosciuto tecnicamente come XXX Paper Phenolic, ed è formato da molteplici lamine costituite prevalentemente di carta nera compressa ad alta pressione con resina fenolica.